# Paspalum glaucescens
Paspalum glaucescens là một loài thực vật có hoa trong họ Hòa thảo. Loài này được Hack mô tả khoa học đầu tiên năm 1901.